# Anolis pulchellus
Anolis pulchellus är en ödleart som beskrevs av  Duméril och BIBRON 1837. Anolis pulchellus ingår i släktet anolisar, och familjen Polychrotidae. Inga underarter finns listade i Catalogue of Life.

## Bildgalleri

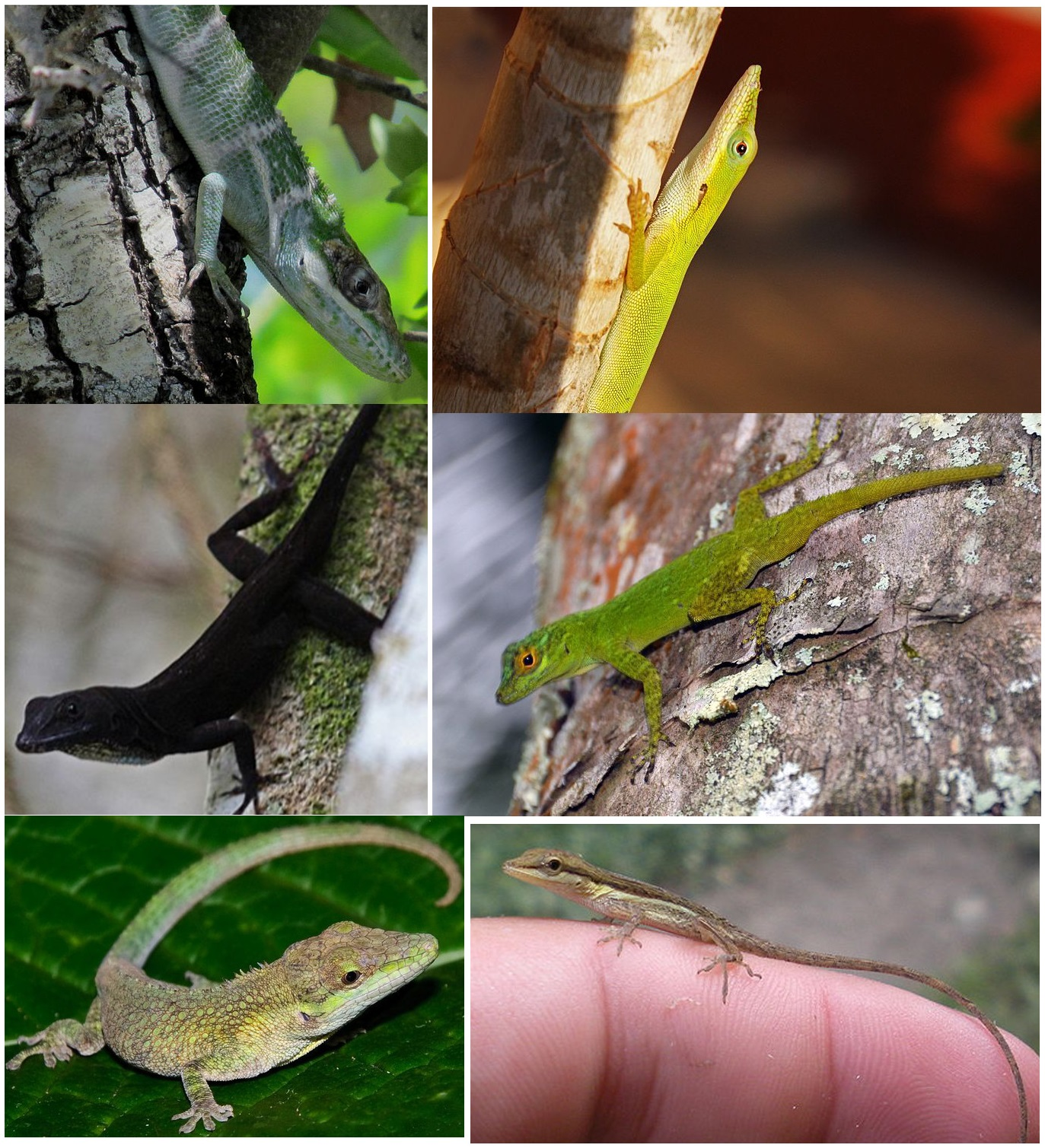
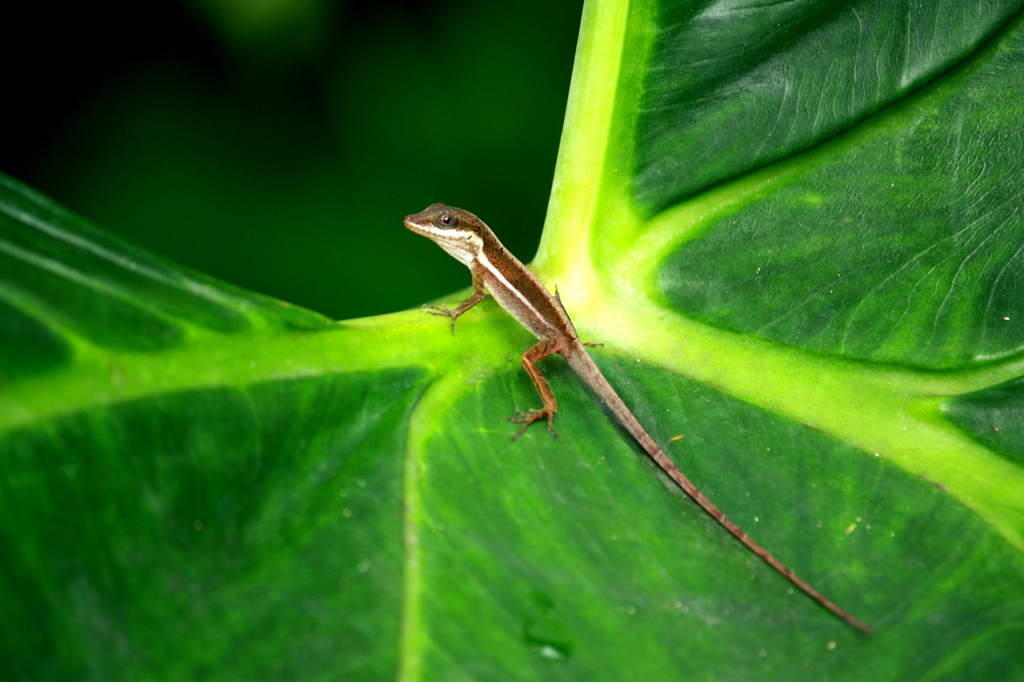